# Roman Hamrlík
Roman Hamrlík (* 12. dubna 1974, Gottwaldov) je bývalý český hokejový obránce.

## Hráčská kariéra
Lední hokej začal hrát ve Zlíně. V roce 1992 byl draftován týmem Tampa Bay Lightning jako první hráč draftu a jako první Čech. V klubu si vybudoval postupně dobrou pozici, přestože měl spory např. s trenérem Terrym Crispem. Floridu opustil měsíc po tomto muži na konci roku 1997, když se stal hlavní postavou vícečlenné výměny do Edmontonu.
V roce 1998 byl členem vítězného týmu na turnaji hraném v rámci zimních olympijských her v Naganu. Roman Hamrlík zde gólem uzavřel zápas s Kazachstánem, čímž přispěl k tomu, že českému týmu by stačila v posledním zápase k prvenství ve skupině pouze remíza.

## Ocenění a úspěchy
- 1991 ME-18 - Nejlepší obránce
- 1992 ME-18 - All-Star Tým
- V roce 2019 byl uveden do Síně slávy českého hokeje.

## Prvenství
- Debut v NHL - 7. října 1992 (Tampa Bay Lightning proti Chicago Blackhawks)
- První gól v NHL - 20. října 1992 (Tampa Bay Lightning proti Edmonton Oilers, kanadskému brankáři Bill Ranford)
- První asistence v NHL - 27. října 1992 (Quebec Nordiques proti Tampa Bay Lightning)

## Klubová statistika
| Sezóna       | Klub                 | Soutěž       |      | Základní část | Základní část | Základní část | Základní část | Základní část |   | Play off | Play off | Play off | Play off | Play off |
| Sezóna       | Klub                 | Soutěž       | Z    | G             | A             | B             | TM            | Z             | G | A        | B        | TM       |          |          |
| 1990/1991    | AC ZPS Zlín          | ČSHL         | 14   | 2             | 2             | 4             | 18            | —             | — | —        | —        | —        |          |          |
| 1991/1992    | AC ZPS Zlín          | ČSHL         | 34   | 5             | 4             | 9             | 50            | —             | — | —        | —        | —        |          |          |
| 1992/1993    | Atlanta Knights      | IHL          | 2    | 1             | 1             | 2             | 2             | —             | — | —        | —        | —        |          |          |
| 1992/1993    | Tampa Bay Lightning  | NHL          | 67   | 6             | 15            | 21            | 71            | —             | — | —        | —        | —        |          |          |
| 1993/1994    | Tampa Bay Lightning  | NHL          | 64   | 3             | 18            | 21            | 135           | —             | — | —        | —        | —        |          |          |
| 1994/1995    | AC ZPS Zlín          | ČHL          | 2    | 1             | 0             | 1             | 0             | —             | — | —        | —        | —        |          |          |
| 1994/1995    | Tampa Bay Lightning  | NHL          | 48   | 12            | 11            | 23            | 86            | —             | — | —        | —        | —        |          |          |
| 1995/1996    | Tampa Bay Lightning  | NHL          | 82   | 16            | 49            | 65            | 103           | 5             | 0 | 1        | 1        | 4        |          |          |
| 1996/1997    | Tampa Bay Lightning  | NHL          | 79   | 12            | 28            | 40            | 57            | —             | — | —        | —        | —        |          |          |
| 1997/1998    | Tampa Bay Lightning  | NHL          | 37   | 3             | 12            | 15            | 22            | —             | — | —        | —        | —        |          |          |
| 1997/1998    | Edmonton Oilers      | NHL          | 41   | 6             | 20            | 26            | 48            | 12            | 0 | 6        | 6        | 12       |          |          |
| 1998/1999    | Edmonton Oilers      | NHL          | 75   | 8             | 24            | 32            | 70            | 3             | 0 | 0        | 0        | 2        |          |          |
| 1999/2000    | HC Barum Continental | ČHL          | 6    | 0             | 3             | 3             | 4             | —             | — | —        | —        | —        |          |          |
| 1999/2000    | Edmonton Oilers      | NHL          | 80   | 8             | 37            | 45            | 68            | 5             | 0 | 1        | 1        | 4        |          |          |
| 2000/2001    | New York Islanders   | NHL          | 76   | 16            | 30            | 46            | 92            | —             | — | —        | —        | —        |          |          |
| 2001/2002    | New York Islanders   | NHL          | 70   | 11            | 26            | 37            | 78            | 7             | 1 | 6        | 7        | 6        |          |          |
| 2002/2003    | New York Islanders   | NHL          | 73   | 9             | 32            | 41            | 87            | 5             | 0 | 2        | 2        | 2        |          |          |
| 2003/2004    | New York Islanders   | NHL          | 81   | 7             | 22            | 29            | 68            | 5             | 0 | 1        | 1        | 2        |          |          |
| 2004/2005    | HC Hamé Zlín         | ČHL          | 45   | 2             | 14            | 16            | 70            | 17            | 1 | 3        | 4        | 24       |          |          |
| 2005/2006    | Calgary Flames       | NHL          | 51   | 7             | 19            | 26            | 56            | 7             | 0 | 2        | 2        | 2        |          |          |
| 2006/2007    | Calgary Flames       | NHL          | 75   | 7             | 31            | 38            | 88            | 6             | 0 | 1        | 1        | 8        |          |          |
| 2007/2008    | Montreal Canadiens   | NHL          | 77   | 5             | 21            | 26            | 38            | 12            | 1 | 2        | 3        | 8        |          |          |
| 2008/2009    | Montreal Canadiens   | NHL          | 81   | 6             | 27            | 33            | 62            | 4             | 0 | 0        | 0        | 2        |          |          |
| 2009/2010    | Montreal Canadiens   | NHL          | 75   | 6             | 20            | 26            | 56            | 19            | 0 | 9        | 9        | 15       |          |          |
| 2010/2011    | Montreal Canadiens   | NHL          | 79   | 5             | 29            | 34            | 81            | 7             | 0 | 3        | 3        | 6        |          |          |
| 2011/2012    | Washington Capitals  | NHL          | 68   | 2             | 11            | 13            | 34            | 14            | 1 | 3        | 4        | 12       |          |          |
| 2012/2013    | Washington Capitals  | NHL          | 4    | 0             | 1             | 1             | 2             | —             | — | —        | —        | —        |          |          |
| Celkem v NHL | Celkem v NHL         | Celkem v NHL | 1379 | 155           | 482           | 637           | 1400          | 111           | 3 | 37       | 40       | 85       |          |          |

## Reprezentace
| Rok                  | Tým                  | Soutěž               | Z  | G | A | B | TM |
| -------------------- | -------------------- | -------------------- | -- | - | - | - | -- |
| 1991                 | Československo 18    | ME-18                | 5  | 0 | 4 | 4 | 2  |
| 1992                 | Československo 20    | MSJ                  | 7  | 3 | 0 | 3 | 8  |
| 1992                 | Československo 18    | ME-18                | 6  | 1 | 1 | 2 | 8  |
| 1994                 | Česko                | MS                   | 1  | 0 | 0 | 0 | 0  |
| 1996                 | Česko                | SP                   | 3  | 0 | 0 | 0 | 4  |
| 1998                 | Česko                | OH                   | 6  | 1 | 0 | 1 | 2  |
| 2002                 | Česko                | OH                   | 4  | 0 | 1 | 1 | 2  |
| 2004                 | Česko                | MS                   | 7  | 0 | 0 | 0 | 0  |
| 2004                 | Česko                | SP                   | 4  | 0 | 2 | 2 | 0  |
| Mistrovství světa 2x | Mistrovství světa 2x | Mistrovství světa 2x | 8  | 0 | 0 | 0 | 0  |
| Olympijské hry 2x    | Olympijské hry 2x    | Olympijské hry 2x    | 10 | 1 | 1 | 2 | 4  |
| Světový pohár 2x     | Světový pohár 2x     | Světový pohár 2x     | 7  | 0 | 2 | 2 | 8  |